# Spiraea hypericifolia subsp. obovata
Spiraea hypericifolia subsp. obovata é uma subespécie de planta com flor pertencente à família Rosaceae. 
A autoridade científica da subespécie é (Waldst. & Kit. ex Willd.) H.Huber, tendo sido publicada em Hegi, Ill. Fl. Mitt.-Eur. ed. 2 4(2A): 252 (1964).

## Portugal
Trata-se de uma subespécie presente no território português, nomeadamente em Portugal Continental.
Em termos de naturalidade é nativa da região atrás indicada.

## Protecção
Não se encontra protegida por legislação portuguesa ou da Comunidade Europeia.